# Фарго (филм)
Фарго (енгл. Fargo) јесте криминалистички филм с елементима црног хумора из 1996. чији су редитељи, продуценти, сценаристи и монтажери браћа Коен. Главне улоге тумаче Франсес Макдорманд, Вилијам Х. Мејси, Стив Бусеми, Петер Стормаре и Харв Преснел. Филм је рађен у америчкој и британској копродукцији.
Филм је сниман у америчким савезним државама Минесоти и Северној Дакоти током 1995. Премијеру је имао на Канском филмском фестивалу наредне године где је Џоел Коен понео признање за најбољег редитеља а само остварење је номиновано за Златну палму. Филм је доживео критички и комерцијални успех. Нарочито су хваљени режија и сценарио браће Коен као и глума Макдормандове, Мејсија и Бусемија. На додели Оскара 1997. Фарго је номинован у седам категорија: најбољи филм (И. Коен), најбољи редитељ (Џ. Коен), најбољи глумац у споредној улози (Мејси), најбоља глумица у главној улози (Макдормандова), најбољи оригинални сценарио (Џ. и И. Коен), најбоља фотографија (Дикинс) и најбоља монтажа (Родерик Џејнс). Макдормандова је понела Оскара за најбољу главну глумицу док су Џоел и Итан Коен освојили Оскара за најбољи оригинални сценарио.
Амерички филмски институт је 1998. уврстио Фарго на свој списак од стотину најбољих америчких филмова у повести, премда се исти филм није нашао на најновијој листи тог института из 2007. Конгресна библиотека је одабрала филм за чување у Националном регистру филмова Сједињених Америчких Држава 2006.
Истоимена телевизијска серија, чији су продуценти браћа Коен, а која је инспирисана филмом и чија се радња одвија у истоветном универзуму, премијерно је приказана 2014. Добила је одличне оцене како од критичара тако и од публике.

## Радња
Филм је смештен у држави Минесоти, а говори о Џерију Ландергарду (Вилијам Х. Мејси), човеку који има проблема с новцем и који ради у ауто-салону свога таста. Џери има жељу домоћи се новца како би исплатио дугове и из тог разлога смишља план о отмици властите жене како би њен богати отац платио откупнину, коју би потом он поделио с отмичарима. Али, план му се изјалови када се открије како отмичари имају другачије намере те пошто локална полицајка Марџ Гандерсон (Франсес Макдорманд) започне истрагу.

## Улоге
| Глумац             | Улога                     |
| ------------------ | ------------------------- |
| Франсес Макдорманд | Марџ Гандерсон            |
| Вилијам Х. Мејси   | Џери Лундегард            |
| Стив Бусеми        | Карл Шоволтер             |
| Петер Стормаре     | Гир Гримсруд              |
| Харв Преснел       | Вејд Густафсон            |
| Кристин Рудруд     | Џејн Лундегард            |
| Тони Денман        | Скоти Лундегард           |
| Стив Ривис         | Шеп Праудфут              |
| Лари Бранденбург   | Стен Гросман              |
| Џон Керол Линч     | Норм Гандерсон            |
| Стив Парк          | Мајк Јанагита             |
| Брус Боун          | полицајац Лу Гечел        |
| Лариса Кокернот    | проститутка #1            |
| Дејвид С. Ломакс   | мушкарац у ходнику        |
| Мелиса Питерман    | проститутка #2            |
| Џеј Тод Андерсон   | жртва на пољу             |
| Мишел Сузан Леду   | жртва у аутомобилу        |
| Бејн Болки         | господин Мора             |
| Ворен Кит          | Рајли Дифенбах            |
| Џејмс Галки        | државни полицајац         |
| Хосе Фелисијано    | себе                      |
| Клиф Ракерд        | полицајац Олсон           |
| Гари Хјустон       | љути купац                |
| Сали Вингерт       | супруга љутог купца       |
| Стив Еделман       | домаћин јутарњег ТВ шоуа  |
| Брус Кембел        | глумац у сапуници на ТВ-у |